# Челябинский цирк
Челябинский цирк расположен на улице Кирова в Калининском районе города. С 2019 года закрыт на ремонт, по сей день ремонт не окончен.

## История
Как и во многих городах дореволюционной России, челябинский цирк начинался с временных шапито, в которых выступали приезжие цирковые труппы. История сохранила сведения о представлениях, которые в 1901 г. давал антрепренёр А. Коромыслов на Южном бульваре Петровской площади (ныне Площадь Революции). В октябре 1902 г. было возведено постоянное здание цирка. Его арендовали П. Сайковский (1902—1910 гг.), В. Янушевский (1912—1915 гг.), И. Сербин (1916—1918 гг.). В цирке выступали различные проезжие артисты, бродячие цирковые труппы. Здесь проводили также сеансы синематографа. Наиболее финансово успешными были времена ярмарок, Пасхи и Масленицы, остальное время в силу бедности населения цирк спросом не пользовался.
Сохранилась цирковая программа от 6 января 1909 г.: русский дуэт Г. и П. Южных, выступление борца и атлета Ратуева, русско-шведская борьба на поясах «Индийские факиры» Джеббари и Солимана Бэн-Санд, выступления эквилибристов на проволоке Сыконовых, воздушные гимнасты Николай и Герниетта Серж, японская цирковая труппа 25 человек проездом из Токио в Санкт-Петербург. В ноябре 1909 г. в цирке выступает труппа антрепренёра Э. А. Стрепатова. Его программа включала выступления 12 дрессированных лошадей, танец 30 человек «Любовь Пьеро», выступление Марины Лурс, выезд наездниц, выступления клоунов и «Американский биоскоп».
В 1910 г. цирк сменил владельца: им стал И. В. Антонов, который по слухам выиграл цирк в карты. В 1915 г. Антонов перестроил цирк: были возведены деревянная крыша, тёплое фойе, буфет-чайная и прочие удобства для зрителей. Здесь выступала труппа В. П. Якишевского с дамским чемпионатом по французской борьбе с представительницами многих стран Европы. Здесь также работали итальянский цирк И. Арригани, «Известный московский шут», славянский цирк дирекции И. А. Сербина, русско-итальянский цирк.
После Октябрьской Революции 1917 г. цирк продолжал работу. Здесь дают представления для красноармейцев, проводятся митинги. 19 ноября 1920 г. в здании цирка с докладом выступил М. И. Калинин. В декабре того же года цирковой коллектив называется кооперативом. С течением времени здание цирка пришло в ветхость, и в конце концов в 1922 г. цирк пришлось закрыть. В 1927 г. В. Янушевский соорудил летнее шапито. Только в 1930 г. открылся новый стационарный зимний цирк на 2161 место на улице Труда.
К 1970 гг. новое здание цирка также обветшало и пришло в аварийное состояние. Его снос посчитали слишком опасным, и деревянное здание цирка 15 марта 1973 г. было просто сожжено с использованием всех мер безопасности. Это действо было обставлено как большое шоу с участием служб Гражданской обороны, пожарных, фото- и киносъёмки. Вместо сожжённого цирка был установлен брезентовый купол шапито, а в городе начало строиться новое здание цирка. Оно строилось по повторно применяемому проекту Краснодарского государственного цирка, созданному в ЦНИИЭП зрелищных зданий и спортивных сооружений. Переработкой и привязкой занимался коллектив «Челябинскгражданпроекта»: архитекторы Ю. А. Мотов, Л. В. Онищенко, Я. И. Рувинов; инженеры А. В. Брагин, Г. С. Стороженко, О. Д. Аксенов.
В 1979 г. постройка была завершена, и 1 января 1980 г. в новом цирке состоялось первое представление, которое дал литовский коллектив.
На протяжении почти 40 лет здание цирка ни разу капитально не ремонтировалось, на что, среди прочих, обращал внимание Эдгар Запашный. В мае 2019 года здание цирка было закрыто на реконструкцию, которую планировали завершить к 2022 году, но работы не удалось выполнить в срок.

## Цирк сегодня
Зрительный зал цирка рассчитан на 1814 мест. Кресла в зале расположены в виде амфитеатра и разделены на 4 сектора, получивших цветовые обозначения красный, синий, зелёный, жёлтый по предложению народного артиста СССР Юрия Никулина во время его гастролей в Челябинске. В цирке установлены 2 скульптуры «Клоун» и «Эквилибрист» работы скульптора Шишакина, выполненные из бронзы и кованой меди.
Здесь ставили представления Владимир Шевченко, Вальтер и Мстислав Запашные, династии Дуровых и Филатовых и др. Челябинский цирк успешно продолжает свою работу.
Челябинский государственный цирк входит в структуру Российской государственной цирковой компании Росгосцирк.